# 増殖細胞核抗原
増殖細胞核抗原（ぞうしょくさいぼうかくこうげん、英: proliferating cell nuclear antigen、略称: PCNA）は、真核生物細胞においてDNAポリメラーゼδのプロセシビティ因子として作用するDNAクランプであり、DNA複製に必要不可欠である。PCNAはホモ三量体を形成し、DNAを取り囲むことでプロセシビティを高め、DNA複製、DNA修復、クロマチンリモデリング、エピジェネティクスに関与するタンパク質をリクルートするための足場として機能する。
多くのタンパク質は、PIP（PCNA-interacting peptide）ボックスとAPIM（AlkB homologue 2 PCNA interacting motif）という2つのPCNA相互作用モチーフを介してPCNAと相互作用する。PIPボックスを介してPCNAに結合するタンパク質が主にDNA複製に関与しているのに対し、APIMを介してPCNAに結合するタンパク質は主に遺伝毒性ストレスとの関係で重要である。

## 機能
PCNA遺伝子にコードされるPCNAタンパク質は核内に存在し、DNAポリメラーゼδ（Pol δ）のコファクターである。PCNAはホモ三量体の形で機能し、DNA複製時にリーディング鎖合成のプロセシビティの向上を補助する。また、DNA損傷に応答してPCNAはユビキチン化され、RAD6依存的DNA修復経路に関与する。この遺伝子には同一のタンパク質をコードする2種類の転写産物が見つかっている。この遺伝子の偽遺伝子が4番染色体とX染色体に存在する。

## DNA合成時における核内での発現
PCNAはもともと、細胞周期のDNA合成期（S期）に細胞核で発現している抗原として同定された。タンパク質の配列の一部が解析され、それをもとにcDNAクローンが単離された。PCNAはPol δのDNAへの保持を補助する。PCNAは複製因子C（RFC）の作用によってDNAへのクランプを形成する。RFCはAAA+ファミリーのATPアーゼのヘテロ五量体型のメンバーである。PCNAの発現は、転写因子E2Fを含む複合体の制御下にある。

## DNA修復における役割
DNAポリメラーゼδやεはDNA修復時に除去された損傷DNA鎖の再合成に関与しているため、PCNAはDNA合成とDNA修復の双方に重要である。
PCNAは複製後修復（PRR）と呼ばれるDNA損傷トレランス経路にも関与している。PRRには2つのサブ経路が存在し、損傷乗り越え（translesion）経路は損傷したDNA塩基を活性部位に取り込むことができる特殊なDNAポリメラーゼによって行われ（通常の複製ポリメラーゼは停止してしまう）、鋳型乗り換え（template switch）経路では相同組換え装置のリクルートによって損傷部位の迂回が行われると考えられている。PCNAはこれらの経路の活性化や、どちらの経路が利用されるかの選択に重要である。PCNAはユビキチン化による翻訳後修飾が行われる。PCNAのリジン164番のモノユビキチン化は損傷乗り越え経路を活性化する。このモノユビキチンに対して非典型的なリジン63番連結型のポリユビキチン化が行われると、鋳型乗り換え経路が活性化されると考えられている。さらに、PCNAのリジン164番（と程度は低いもののリジン127番）のSUMO化は鋳型乗り換え経路を阻害する。SUMO化されたPCNAはSrs2と呼ばれるDNAヘリカーゼをリクルートし、相同組換えの開始に重要なRad51ヌクレオタンパク質フィラメントを破壊することでこの拮抗的な作用を示す。

## 相互作用
PCNAには、DNAポリメラーゼ、クランプローダー、フラップエンドヌクレアーゼ、DNAリガーゼ、トポイソメラーゼ、ライセンス化因子、E3ユビキチンリガーゼ、E2 SUMO結合酵素、ヘリカーゼ（ATPアーゼ）、ミスマッチ修復酵素、塩基除去修復酵素、ヌクレオチド除去修復酵素、ポリ(ADP-リボース)ポリメラーゼ、ヒストンシャペロン、クロマチンリモデリング因子、ヒストンアセチル化酵素、ヒストン脱アセチル化酵素、DNAメチルトランスフェラーゼ、姉妹染色分体接着因子、プロテインキナーゼ、細胞周期調節因子、アポトーシス関連因子など、多くのタンパク質が結合する。
より具体的には、次の挙げる因子との相互作用が示されている。
- ALKBH2[7]
- ANXA2（英語版）[22]
- CAF-1（英語版）[23][24][25]
- CDC25C（英語版）[26]
- CHTF18（英語版）[22]
- CCND1[27][28]
- CCNO（英語版）[22][29]
- CDK4[28][30]
- CDKN1C[31]
- DNMT1[32][33][34]
- EP300（英語版）[35]
- ESCO2（英語版）[36]
- FBH1[37]
- FEN1（英語版）[38][39][40][41][42][43][44]
- GADD45A（英語版）[45][46][47][48][49]
- GADD45G（英語版）[50][51]
- GTF2I（英語版）[7]
- HDAC1（英語版）[52]
- HUS1（英語版）[53]
- ING1（英語版）[54]
- KCTD13（英語版）[55]
- Ku70[22][56]
- Ku80[22][56][57]
- MCL1（英語版）[58]
- MSH3（英語版）[22][59][60]
- MSH6[22][59][60]
- MUTYH（英語版）[61]
- P21[31][40][44][62][63][64][65][66]
- PCLAF（英語版）[44]
- POLD2（英語版）[67]
- POLD3（英語版）[22][68]
- POLDIP2（英語版）[69]
- POLH（英語版）[70]
- POLL（英語版）[71][72][73]
- RFC1（英語版）[22][62][74][75][76]
- RFC2（英語版）[22][77][78]
- RFC3（英語版）[22][79]
- RFC4（英語版）[22][77]
- RFC5（英語版）[22][75][77]
- UBC（英語版）[80][81][82]
- WRN[83][84]
- XPA（英語版）[85]
- XRCC1（英語版）[86]
- YBX1（英語版）[87]
- ZRANB3[88]

## 利用
PCNAに対する抗体またはKi-67と呼ばれるモノクローナル抗体が、星細胞腫などさまざまな新生物のグレーディングに利用される。これらは診断や予後の判定に利用できる。抗体標識によるPCNAの核内分布のイメージングは、細胞周期のS期の初期、中期、後期を区別するために用いることができる。しかしながら、抗体を用いる際の重要な制限として、細胞を固定する必要があるためにアーティファクトが生じる可能性がある。
一方、生細胞における複製と修復のダイナミクスの研究は、PCNAと蛍光タンパク質などとの融合タンパク質の導入によって行われる場合がある。また、トランスフェクションの必要性やトランスフェクションが困難であったり細胞の寿命が短いといった問題を回避するために、細胞透過性ペプチドによる複製・修復マーカーが利用される場合がある。これらのペプチドは、生きた組織においてin situで使用でき、複製中の細胞と修復中の細胞を区別することもできるという利点がある。
PCNAは、がん治療における治療標的としての可能性がある。

## 関連文献
- “Multiple roles of the proliferating cell nuclear antigen: DNA replication, repair and cell cycle control”. 3. (1998). 193–210. doi:10.1007/978-1-4615-5371-7_15. ISBN 978-1-4613-7451-0. PMID 9552415
- “Detection of chromatin-bound PCNA in mammalian cells and its use to study DNA excision repair”. J. Radiat. Res. 40 (1):  1–12. (1999). Bibcode: 1999JRadR..40....1M. doi:10.1269/jrr.40.1. PMID 10408173.
- “Sequence and expression in Escherichia coli of the 40-kDa subunit of activator 1 (replication factor C) of HeLa cells”. Proc. Natl. Acad. Sci. U.S.A. 89 (7):  2516–2520. (1992). Bibcode: 1992PNAS...89.2516C. doi:10.1073/pnas.89.7.2516. PMC 48692. PMID 1313560.
- “Improving responses in hepatomas with circadian-patterned hepatic artery infusions of recombinant interleukin-2”. J. Immunother. 12 (4):  219–223. (1993). doi:10.1097/00002371-199211000-00001. PMID 1477073.
- “Analysis of the proliferating cell nuclear antigen promoter and its response to adenovirus early region 1”. J. Biol. Chem. 265 (27):  16116–25. (1990). doi:10.1016/S0021-9258(17)46196-5. PMID 1975809.
- “Localization of the gene for human proliferating nuclear antigen/cyclin by in situ hybridization”. Hum. Genet. 86 (1):  84–6. (1991). doi:10.1007/bf00205180. PMID 1979311.
- “Structure of the human gene for the proliferating cell nuclear antigen”. J. Biol. Chem. 264 (13):  7466–72. (1989). doi:10.1016/S0021-9258(18)83257-4. PMID 2565339.
- “Human gene for proliferating cell nuclear antigen has pseudogenes and localizes to chromosome 20”. Somat. Cell Mol. Genet. 15 (4):  297–307. (1989). doi:10.1007/BF01534969. PMID 2569765.
- “The cell-cycle regulated proliferating cell nuclear antigen is required for SV40 DNA replication in vitro”. Nature 326 (6112):  471–5. (1987). Bibcode: 1987Natur.326..471P. doi:10.1038/326471a0. PMID 2882422.
- “Cloning and sequence of the human nuclear protein cyclin: homology with DNA-binding proteins”. Proc. Natl. Acad. Sci. U.S.A. 84 (6):  1575–9. (1987). Bibcode: 1987PNAS...84.1575A. doi:10.1073/pnas.84.6.1575. PMC 304478. PMID 2882507.
- “Direct interaction of Gadd45 with PCNA and evidence for competitive interaction of Gadd45 and p21Waf1/Cip1 with PCNA”. Oncogene 11 (10):  1931–7. (1995). PMID 7478510.
- “Lagging strand DNA synthesis at the eukaryotic replication fork involves binding and stimulation of FEN-1 by proliferating cell nuclear antigen”. J. Biol. Chem. 270 (38):  22109–12. (1995). doi:10.1074/jbc.270.38.22109. PMID 7673186.
- “Structure-function relationship of the eukaryotic DNA replication factor, proliferating cell nuclear antigen”. J. Biol. Chem. 270 (38):  22527–34. (1995). doi:10.1074/jbc.270.38.22527. PMID 7673244.
- “A small peptide inhibitor of DNA replication defines the site of interaction between the cyclin-dependent kinase inhibitor p21WAF1 and proliferating cell nuclear antigen”. Curr. Biol. 5 (3):  275–282. (1995). doi:10.1016/S0960-9822(95)00058-3. PMID 7780738.
- “Characterisation of the interaction between PCNA and Gadd45”. Oncogene 10 (12):  2427–33. (1995). PMID 7784094.
- “Construction of a human full-length cDNA bank”. Gene 150 (2):  243–50. (1995). doi:10.1016/0378-1119(94)90433-2. PMID 7821789.
- “D-type cyclin-binding regions of proliferating cell nuclear antigen”. J. Biol. Chem. 269 (15):  11030–6. (1994). doi:10.1016/S0021-9258(19)78087-9. PMID 7908906.
- “Association of proliferating cell nuclear antigen with cyclin-dependent kinases and cyclins in normal and transformed human T lymphocytes”. Blood 84 (10):  3413–21. (1994). doi:10.1182/blood.V84.10.3413.3413. PMID 7949095.
- “Interaction of the p53-regulated protein Gadd45 with proliferating cell nuclear antigen”. Science 266 (5189):  1376–80. (1994). Bibcode: 1994Sci...266.1376S. doi:10.1126/science.7973727. PMID 7973727.
- “The subunits of activator 1 (replication factor C) carry out multiple functions essential for proliferating-cell nuclear antigen-dependent DNA synthesis”. Proc. Natl. Acad. Sci. U.S.A. 90 (1):  6–10. (1993). Bibcode: 1993PNAS...90....6P. doi:10.1073/pnas.90.1.6. PMC 45588. PMID 8093561.